# WinChip
A WinChip egy Socket 7 foglalatú x86 processzor volt a 90-es évek végén. A processzort a Centaur Design processzortervező iroda fejlesztette ki az IDT számára.

## Kifejlesztése
Az IDT eredetileg MIPS processzorokat gyártott. A Centaur Design hozta létre a WinChip processzort a meglévő alapokra. A processzor belső működése RISC, és az IDT korábbi MIPS processzorain alapul. A processzor x86 utasításokat mikrokóddá alakítja, amelyet a RISC-szerű belső processzormag végrehajthat. A Centaur Design jelentősen áttervezte az eredeti processzort ahhoz, hogy ez a megoldás hatékonyan működhessen.

## Tulajdonságok
A WinChip kevés tranzisztort használ a korabeli AMD, Intel és Cyrix processzorokhoz képest. Az alacsony tranzisztorszám a belsőleg RISC-szerű felépítésnek köszönhető. A processzort főleg irodai felhasználásra készítették. Körülbelül 8 millió példányt értékesítettek belőle. A processzor a régebbi Socket5 alaplapokban is működik, mert a régi, magasabb feszültséget használja a működéséhez.

## Winchip C6 (0.35 mikrométer)
Az első modell a WinChip C6, amely MMX utasításkészlet-kiterjesztéssel rendelkezik. Órajele 180 MHz-240 MHz. A legtöbb változat 200 MHz-es órajelen került a piacra. Fogyasztása 10 Watt.

## Winchip 2 és 2A (0.35 mikrométer)
A következő modellt kibővítették, hogy az MMX utasításkészlet mellett támogassa az AMD 3dnow! utasításkészlet-kiterjesztését is. Az órajelet némileg megemelték, a leglassabb modell 200 MHz-es, a leggyorsabb 250 MHz-es órajelre képes. Fogyasztása 12-16 Watt.

## Winchip 2B (0.25 mikrométer)
Csökkentették a processzor működési feszültségét a fogyasztás csökkentése érdekében. Ezzel egyúttal megszüntették a kompatibilitást a régebbi Socket5 alaplapokkal. Újabb gyártástechnológiát vettek igénybe a processzor tervezése során. Ezáltal a fogyasztást 6 Wattra optimizálták. A WinChip 2B órajele 200 MHz, más órajelű példány nem is létezik belőle.

## Utóélete
A Centaur Designt kivásárolta a VIA Technologies az IDT vállalatból. A WinChip széria megszűnt, a Centaur Design ezt követően a VIA számára készítette el a VIA C3 processzort.